# Kingu (Magazin)

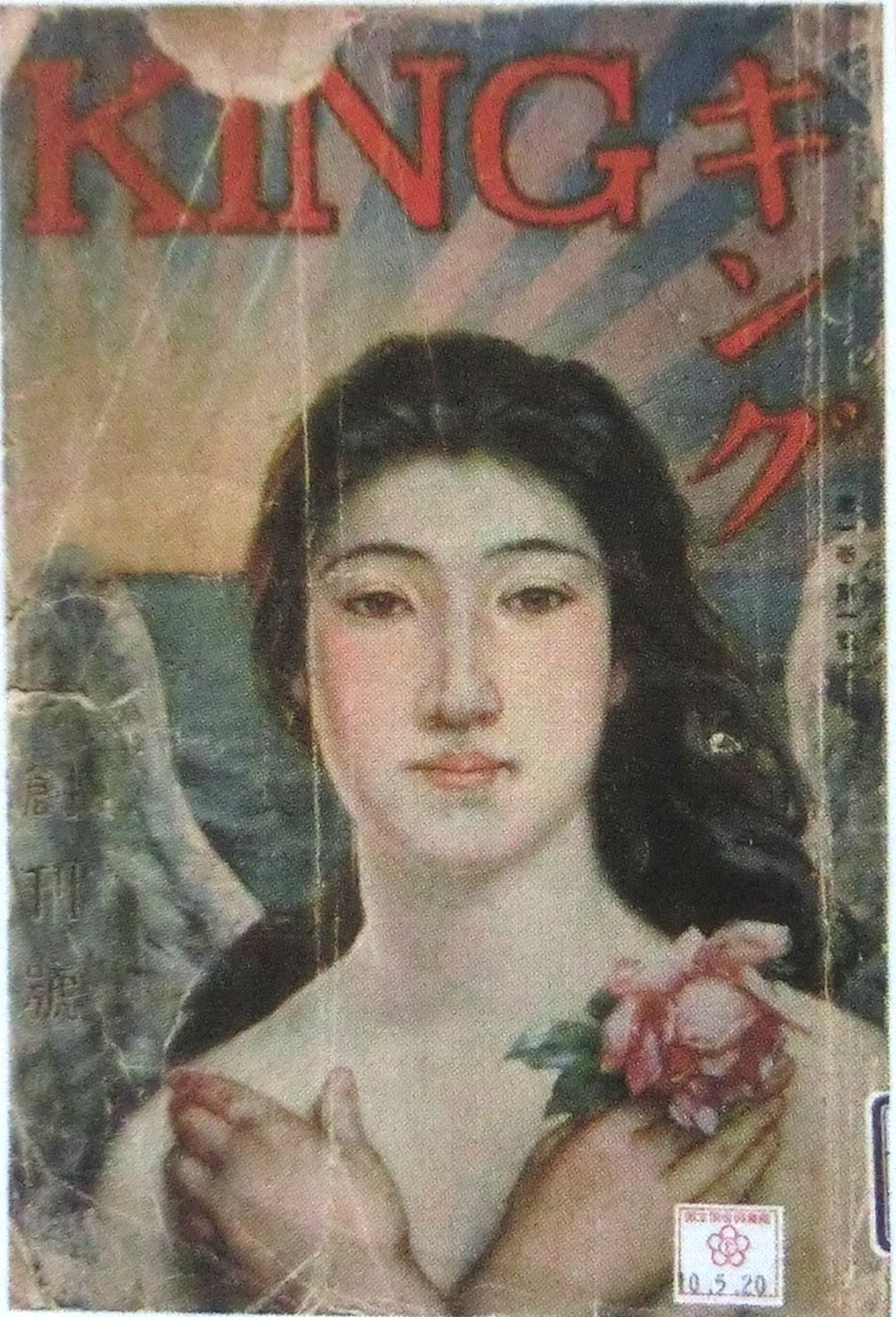
King, 1. Ausgabe 1925

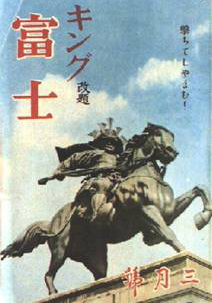
Fuji, 1943

Kingu (japanisch キング) war ein populäres japanisches Monatsmagazin von 1925 bis 1957.

## Übersicht
Noma Seiji, Präsident des Verlags Kōdansha, hatte sich bereits mit „Yūben“ (雄弁), „Kōdan Club“ (講談倶楽部), „Shōnen Club“ (少年倶楽部), „Omoshiro Club“ (面白倶楽部), „Gendai“ (現代), „Fujin Club“ (婦人倶楽部) und anderen Magazinen als „Magazin-König“ (雑誌王, Zasshi-Ō) etabliert, als er am 1. Januar 1925 das Monatsmagazin „Kingu“, also ein Magazin mit dem Titel „King“, „König“, in Umlauf brachte. Er stellte die Publikation als „das unterhaltsamste und aufschlussreichste Magazin Japans“ dar. Bestimmt für das allgemeine Leserpublikum war es gegliedert in Sektionen für Literatur, Humor, Mode, Geschichten von menschlichem Interesse, Sport, neue Trends. Dazu kam eine ausführliche Berichterstattung zu laufenden Ereignissen. 
Noma soll fünf Jahre überlegt haben, welchen Titel er diesem Magazin geben sollte, bis er sich für „Kingu“ entschied. Der Inhalt ist ein Abbild des „Noma-Stils“ mit „Waga seikō-jun“ (わが成功訓) – „Meine Erfolgs-Geschichte“, „Sekai-ichi hoken kan’yūin funtō monogatari“ (世界一保険勧誘員奮闘物語) – etwa „Geschichte des Kampfes des Versicherungsmannes erster Klasse“, Ninomiya Sontoku, „Gunshin o nakikashita Koshi Seiichirō“ (軍神を泣かした孝子清一郎) – „Koshi Seiichirō, der seinen Kriegsgott verlor“.
Das Magazin begann mit einer Auflage von 740.000 zum Preis von 50 Sen bei einem Umfang von 350 Seiten. 1928 war man bei einer Auflage 1,5 Millionen angelangt. Während des Zweiten Weltkriegs kam es 1943 zu einer Umbenennung: der aus dem Englischen stammende Titel wurde durch „Fuji“, also durch den Namen des heiligen Berges, ersetzt. 1946 kam man zum alten Namen „Kingu“ zurück. Die große Zeit war aber vorbei: 1957 wurde das Magazin eingestellt.